# 10664 Phemios

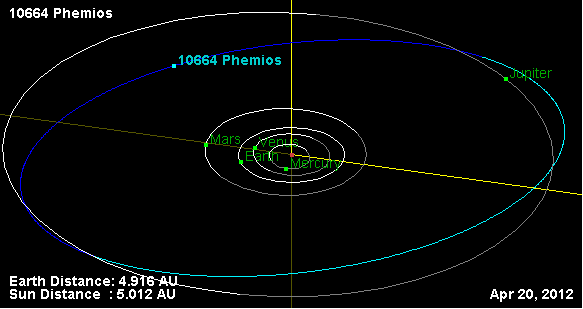
Phemios bana

10664 Phemios eller 5187 T-2 är en trojansk asteroid i Jupiters lagrangepunkt L4. Den upptäcktes 25 september 1973 av den nederländsk-amerikanske astronomen Tom Gehrels och det nederländska astronomparet Ingrid van Houten-Groeneveld och Cornelis Johannes van Houten vid Palomar-observatoriet. Den är uppkallad efter Phemios i den grekiska mytologin.
Asteroiden har en diameter på ungefär 31 kilometer.